# سدیم هیپوفسفیت
سدیم هیپوفسفیت (به انگلیسی: Sodium hypophosphite) با فرمول شیمیایی NaPO۲H۲ یک ترکیب شیمیایی با شناسه پاب‌کم ۲۴۳۴۲ است. که جرم مولی آن 87.98 g/mol (anhydrous) 105.99 g/mol (monohydrate) می‌باشد. شکل ظاهری این ترکیب، جامد سفید است.